# 澤諾多托斯
澤諾多托斯（Zenodotus，前280年）古希臘文學家，荷馬學者。亞歷山大圖書館第一任館長。《伊利亞特》和《奧德賽》的第一個校注者，並將其編為24卷。還校注赫西俄德的《神譜》、品達和阿那克里翁的詩歌。最早按字母順序編寫詞典，如《荷馬史詩用語彙釋》和《外國詞語》。